# 三浦高明
三浦 高明（みうら たかあき）は、室町時代の武将。相模三浦氏の当主。室町幕府の相模守護。官位は相模介（三浦介）。

## 生涯
三浦介三浦高連の子として生まれる。
応永23年（1416年）に上杉禅秀の乱が勃発すると、鎌倉公方足利持氏の命を受けて相模守護の三浦介高明は鎌倉の化粧坂の守備を担当している。
乱は持氏方の勝利で終結し以後、持氏は自らの近臣を重用するようになっていった。相模守護も応永28年（1421年）にはすでに上杉定頼が任じられているようで、高明は解任されてしまった。以後、三浦氏が相模守護に任じられることはなくなった。
家督と三浦介を時高に譲り、亡くなっている。